# Joël Curbelo
Joël Curbelo, né le 4 juillet 1974 à Río Piedras, à Porto Rico, est un ancien joueur portoricain de basket-ball. Il évolue durant sa carrière au poste de meneur.

## Palmarès
- Champion des Amériques 1995